# Daniela Chmet
Daniela Chmet (Trieste, 4 de agosto de 1979) es una deportista italiana que compitió en triatlón. Ganó dos medallas en el Campeonato Mundial de Triatlón por Relevos, oro en 2006 y bronce en 2007.

## Palmarés internacional
| Campeonato Mundial por Relevos | Campeonato Mundial por Relevos | Campeonato Mundial por Relevos | Campeonato Mundial por Relevos |
| Año                            | Lugar                          | Medalla                        | Prueba                         |
| ------------------------------ | ------------------------------ | ------------------------------ | ------------------------------ |
| 2006                           | Cancún (México)                | Medalla de oro                 | Relevos                        |
| 2007                           | Tiszaújváros (Hungría)         | Medalla de bronce              | Relevos                        |